# 2e régiment de grenadiers « roi Frédéric-Guillaume IV » (1er régiment d'infanterie poméranien)
Pour les articles homonymes, voir 2e régiment.
Le 2e régiment de grenadiers « roi Frédéric-Guillaume IV » (1er régiment d'infanterie poméranien) est une unité d'infanterie de l'armée prussienne, qui est fondée en 1679.

## Historique
Le 20 février 1679, le Grand Électeur donne au colonel von Ziethen la capitulation pour former un régiment de fantassins avec huit compagnies.
De 1690 à 1697, le régiment est à la solde des Hollandais. De 1808 à 1815, l'unité s'appelle 1er régiment d'infanterie de Poméranie, puis jusqu'en 1835, le 2e régiment d'infanterie « prince héritier de Prusse » (1er régiment d'infanterie poméranien). Ensuite, il est nommé 2e régiment d'infanterie pendant cinq ans puis jusqu'en 1860 2e régiment d'infanterie du roi. De 1861 jusqu'à sa dissolution en 1919, il est appelé 2e régiment de grenadiers « roi Frédéric-Guillaume IV » (1er régiment d'infanterie poméranien).
Depuis 1895, le régiment est subordonné à la 5e brigade d'infanterie dans la 3e division d'infanterie à Stettin.

### Guerres de Coalitions
- Siège de Colberg en 1807
- Campagne de Russie en 1812
- Bataille de Lützen
- Bataille de Bautzen
- Bataille de Gross Beeren
- Bataille de Dennewitz
- Bataille de Leipzig
- Sièges de Soissons
- Bataille de Ligny
- Bataille de Waterloo

### Guerre austro-prussienne
- Bataille de Sadowa

### Guerre franco-prussienne
- Bataille de Saint-Privat
- Siège de Metz
- Siège de Paris

### Première Guerre mondiale
Avec le début de la Première Guerre mondiale, l'unité est mobilisée le 2 août 1914. Associé à la 5e brigade d'infanterie, le régiment se déplace en Belgique neutre et prend part aux batailles sur la Gète et de Mons. Cette période est suivie de combats intenses sur le front ouest. 
Le 2 septembre 1914, une partie de l'unité est engagée dans le combat de Mortefontaine qui est considéré comme le combat le plus proche de Paris et le « point extrême de l'avance ennemie ».
Fin décembre 1914, le régiment est transféré sur le front de l'Est, où il est en action dans une subordination changeante jusqu'à la fin de la guerre. Sa dernière affectation est la 5e brigade d'infanterie de réserve de la 3e division de réserve le 22 août 1918.

### Après-guerre
Après l'armistice de Compiègne, les restes du régiment rentrent chez eux et sont démobilisés à Stettin à partir du 6 décembre 1918 et finalement dissous le 30 septembre 1919. Des corps francs sont formés à partir de certaines de ses parties, qui servent de 1er et 4e bataillons du 3e régiment d'infanterie de la Reichswehr.
La tradition est reprise dans la Reichswehr par décret du chef du commandement de l'armée le général d'infanterie Hans von Seeckt, le 24 août 1921, par les 1re et 2e compagnies du 5e régiment d'infanterie (prussien) à Stettin. Dans la Wehrmacht, le 5e régiment d'infanterie perpétue la tradition.

## Chefs de régiment
| Rang | Nom                          | Date                              |
| ---- | ---------------------------- | --------------------------------- |
|      | Frédéric-Guillaume de Prusse | 3 décembre 1815 au 2 janvier 1861 |
|      | Guillaume II                 | 19 juin 1888 au 28 novembre 1918  |

## Commandants
| Grade                       | Nom                                        | Date                                                       |
| --------------------------- | ------------------------------------------ | ---------------------------------------------------------- |
| Oberstleutnant              | Bernhard de Huet (de)                      | 20 février 1679 au 5 septembre 1688                        |
| Oberst/Generalmajor         | Magnus Friedrich von Horn (de)             | 8 décembre 1688 à 1705                                     |
| Oberst/Generalmajor         | Johann Franz von Crone (de)                | 1705 à 1716                                                |
| Oberstleutnant/Oberst       | Arend Kaspar von dem Borne                 | 1716 au 29 avril 1727                                      |
| Oberst                      | Johann Otto von Tresckow                   | septembre 1737 au 13 juin 1747                             |
| Oberst                      | Samuel Adolph von Kalckreuth (de)          | 14 juin 1747 au 19 janvier 1757                            |
| Oberst                      | Leopold von Zastrow (de)                   | février 1757 à septembre 1758                              |
| Oberstleutnant/Oberst       | Georg Bernhard Petrus von Mellin (de)      | octobre 1758 à 1759                                        |
| Oberst/Generalmajor         | Johann Christoph von Billerbeck (de)       | 1759 au 24 mai 1764                                        |
| Oberst                      | Karl Franz von Sobeck (de)                 | 25 mai 1764 au 22 novembre 1768                            |
| Oberstleutnant/Oberst       | Detlef von Vietinghoff (de)                | 25 novembre 1768 au 19 mai 1772                            |
| Oberst                      | Jean-Georges d'Anhalt-Dessau               | 1er juin 1772 au 22 septembre 1779                         |
| Oberst                      | Otto Wilhelm Christian von Schack (de)     | 5 octobre 1779 au 6 janvier 1781                           |
| Major/Oberstleutnant/Oberst | Georg Wilhelm von Güntersberg (de)         | 16 janvier 1781 au 19 juin 1785                            |
| Major/Oberstleutnant/Oberst | Alexander Wilhelm von Arnim                | 23 juin 1785 au 29 décembre 1794                           |
| Oberstleutnant/Oberst       | Georg Wilhelm von Winterfeld               | 3 mai 1795 au 4 janvier 1797                               |
| Major                       | Georg Friedrich von Tilly                  | 4 janvier 1797 au 23 avril 1799                            |
| Major/Oberstleutnant/Oberst | Dietrich Levin von Wulffen                 | 28 avril 1799 au 3 janvier 1808                            |
| Oberstleutnant/Oberst       | Ludwig Wilhelm August von Ebra (de)        | 26 janvier 1808 au 1er octobre 1811                        |
| Major                       | Karl von Schon (de)                        | 1er octobre 1811 au 1er mars 1812 (chargé de la direction) |
| Major/Oberstleutnant/Oberst | Karl Friedrich Franciscus von Steinmetz    | 18 mars 1812 au 7 décembre 1813                            |
| Major/Oberstleutnant/Oberst | Friedrich Philipp von Cardell (de)         | 10 avril 1815 au 29 mars 1828                              |
| Oberst                      | Fabian von Lukowitz (de)                   | 30 mars 1828 au 29 mars 1829 (chargé de la direction)      |
| Oberst                      | Fabian von Lukowitz                        | 30 mars 1829 au 29 mars 1835                               |
| Oberst                      | Heinrich von Steinaecker                   | 30 mars 1835 au 29 mars 1838                               |
| Oberst                      | Karl von Hertzberg (de)                    | 30 mars 1838 au 17 mai 1844                                |
| Oberst                      | Friedrich Wilhelm Milson                   | 18 mai 1844 au 21 novembre 1845                            |
| Oberst                      | Hermann von der Schulenburg (de)           | 31 mars au 4 octobre 1846 (chargé de la direction)         |
| Oberst                      | Hermann von der Schulenburg                | 5 octobre 1846 au 3 décembre 1849                          |
| Oberstleutnant/Oberst       | Wilhelm von Schon (de)                     | 4 décembre 1849 au 17 janvier 1855                         |
| Oberstleutnant              | Wilhelm Hiller von Gaertringen             | 18 janvier 1855 au 4 août 1856                             |
| Oberstleutnant/Oberst       | Maximilian von Schlegel (de)               | 5 août 1856 au 11 novembre 1857                            |
| Oberstleutnant              | Julius von Loewenfeld                      | 12 novembre 1857 au 21 mai 1858 (chargé de la direction)   |
| Oberstleutnant              | Ferdinand Albert von Diezielsky (de)       | 22 mai au 11 novembre 1858 (chargé de la direction)        |
| Oberst                      | Ferdinand Albert von Diezielsky            | 12 novembre 1858 au 8 mars 1859                            |
| Oberstleutnant/Oberst       | Friedrich von Knorr (de)                   | 12 mars au 13 juin 1859 (chargé de la direction)           |
| Oberst                      | Friedrich von Knorr                        | 14 juin 1859 au 7 mai 1860                                 |
| Oberstleutnant              | Julius von Groß                            | 8 mai au 30 juin 1860 (chargé de la direction)             |
| Oberstleutnant/Oberst       | Julius von Groß                            | 1er juillet 1860 au 17 avril 1865                          |
| Oberst                      | Ernst von Reichenbach                      | 18 avril 1865 au 10 avril 1868                             |
| Oberst                      | Helmuth von Ziemietzky                     | 11 avril 1868 au 1er novembre 1871                         |
| Oberstleutnant/Oberst       | Wilhelm von Ploetz (de)                    | 4 novembre 1871 au 28 juin 1877                            |
| Oberst                      | Waldemar von Roon                          | 29 juin 1877 au 13 mai 1881                                |
| Oberstleutnant/Oberst       | Leonhard von Koeller (de)                  | 14 mai 1881 au 2 août 1886                                 |
| Oberst                      | Otto von Lundblad                          | 3 août 1886 au 26 janvier 1890                             |
| Oberst                      | Egbert von Frankenberg und Proschlitz (de) | 27 janvier 1890 au 17 juin 1892                            |
| Oberstleutnant              | Conrad von Hugo (de)                       | 18 juin 1892 au 26 janvier 1893 (chargé de la direction)   |
| Oberst                      | Conrad von Hugo                            | 27 janvier 1893 au 15 juin 1896                            |
| Oberst                      | Emil von Lessel (de)                       | 16 juin 1896 au 21 mars 1897                               |
| Oberst                      | Hermann von Wedel (de)                     | 22 mars 1897 au 19 novembre 1900                           |
| Oberst                      | Wilhelm von Puttkamer                      | 20 novembre 1900 au 3 février 1904                         |
| Oberst                      | Otto von Schlippenbach (de)                | 4 février 1904 au 21 avril 1905                            |
| Oberst                      | Otto Bock von Wülfingen (de)               | 22 avril 1905 au 16 septembre 1909                         |
| Oberst                      | Gustaf von Dickhuth-Harrach                | 17 septembre 1909 au 19 mars 1911                          |
| Oberst                      | Emmo von Dewitz                            | 20 mars 1911 au 16 février 1914                            |
| Oberst                      | Ernst von Eisenhart-Rothe (de)             | 17 février au 30 novembre 1914                             |
| Major                       | Otto von Rantzau                           | 1er décembre 1914 au 17 mars 1915                          |
| Oberstleutnant              | Döring von Gottberg                        | 22 mars 1915 au 4 janvier 1917                             |
| Oberst                      | Werner von Frankenberg und Proschlitz (de) | 5 janvier au 29 avril 1917                                 |
| Oberstleutnant              | Ulrich von Brockdorff                      | 30 avril 1917 au 19 août 1918                              |
| Oberstleutnant              | Coelestin von Zitzewitz                    | 20 août au 16 décembre 1918                                |
| Oberstleutnant              | Werner Rudolf Madlung                      | 17 décembre 1918 au 17 février 1919                        |
| Oberstleutnant              | Richard d'Alton-Rauch (de)                 | 18 février au 26 juin 1919                                 |